# Iwiny (stacja kolejowa)
Iwiny – zamknięta w listopadzie 2000 roku i zlikwidowana w 2008 roku stacja kolejowa w Iwinach, w gminie Warta Bolesławiecka, w powiecie bolesławieckim, w województwie dolnośląskim, w Polsce. Została otwarta w kwietniu 1906 roku przez BuK.